# 알레산드로 줄리아니
알레산드로 줄리아니(Alessandro Juliani, 1978년 4월 21일 ~ )는 캐나다의 배우이다.

## 출연 작품
- 갤럭시 히어로즈: 라쳇 앤 클랭크
- 어스시의 마법사
- 혹성탈출: 종의 전쟁 - 스피어 역